# آواشناسی آکوستیک
آواشناسی آکوستیک یا آواشناسی صوت‌شناسانه (به انگلیسی: Acoustic phonetics) شاخه‌ای از آواشناسی است که به بررسی ویژگی‌های فیزیکی آواهای گفتار، به عنوان واسط میان دهان و گوش، و براساس اصول علم آکوستیک (که شاخه‌ای از علم فیزیک است) می‌پردازد. به طور کلی این شاخه وابسته به استفاده از ابزارهای فنی، خصوصاً ابزارهای الکترونیک، و همین‌طور برخی اصول و قواعد فیزیک و ریاضی برای مطالعه موضوع مورد نظر است. اهمیت این رشته برای آواشناسان در این است که ابزاری عینی را در مطالعه آواها فراهم می‌آورد. هنگامی به شواهد آکوستیک ارجاع داده می‌شود که فرد به مطالعه آوا برحسب آواشناسی تولیدی یا آواشناسی شنیداری بپردازد. وابستگی به این نوع از داده‌ها به صورت افراطی صحیح نیست زیرا دارای محدودیت‌های فنی است و همین‌طور دارای تفسیرهای گوناگونی است. گاهی تحلیل آکوستیک و شنیداری در تضاد با هم قرار می‌گیرد؛ برای مثال، در مطالعات آهنگ کلام، ممکن است فردی آهنگ را خیزان تشخیص دهد اما شواهد آکوستیک بسامد آن را ثابت نشان دهد. یکی از ابزارهای مطالعات آکوستیک استفاده از طیف‌نگار است.